# Isotomodes subarmatus
Isotomodes subarmatus är en urinsektsart som beskrevs av Rafael Jordana och Arbea 1990. Isotomodes subarmatus ingår i släktet Isotomodes och familjen Isotomidae. Inga underarter finns listade i Catalogue of Life.